# Natação no Campeonato Mundial de Esportes Aquáticos de 2009 - 25 km feminino
A prova de 25 quilômetros feminino da maratona aquática no Campeonato Mundial de Esportes Aquáticos de 2009 foi realizada no dia 25 de julho na praia de Óstia, nos arredores de Roma.

## Medalhistas
| Ouro                | Prata              | Bronze                 |
| Angela Maurer (GER) | Anna Uvarova (RUS) | Federica Vitale/ (ITA) |

## Resultados
Estes foram os resultados da prova:
| Pos.              | Atleta                | País           | Tempo     |
| ----------------- | --------------------- | -------------- | --------- |
| Medalha de ouro   | Angela Maurer         | Alemanha       | 5:47:48.0 |
| Medalha de prata  | Anna Uvarova          | Rússia         | 5:47:51.9 |
| Medalha de bronze | Federica Vitale       | Itália         | 5:47:52.7 |
| 4                 | Margarita Dominguez   | Espanha        | 5:48:37.6 |
| 5                 | Celia Barrot          | França         | 5:49:00.7 |
| 6                 | Linsy Heister         | Países Baixos  | 5:49:08.1 |
| 7                 | Martina Grimaldi      | Itália         | 5:49:36.7 |
| 8                 | Stefanie Biller       | Alemanha       | 5:50:08.8 |
| 9                 | Natalya Pankina       | Rússia         | 5:50:36.8 |
| 10                | Eva Fabian            | Estados Unidos | 5:50:41.5 |
| 11                | Emily Hanson          | Estados Unidos | 5:53:01.6 |
| 12                | Esther Nunez Morera   | Espanha        | 6:06:45.7 |
| 13                | Shelley Clark         | Austrália      | 6:07:31.7 |
| 14                | Cathy Dietrich        | França         | 6:08:27.4 |
| 15                | Lili Anzueto Moguel   | México         | 6:29:49.1 |
|                   | Kate Brookes-Peterson | Austrália      | DNF       |
|                   | Zaira Cardenas        | México         | DNF       |
|                   | Nika Kozamernik       | Eslovênia      | DNS       |

- DNF: não completou (Did Not Finish)
- DNS: não largou (Did Not Start)